# Philipp Grubauer
Philipp Grubauer (Rosenheim, 25 de novembro de 1991)  é um jogador profissional de hóquei no gelo alemão que atua na posição de goleiro pelo Colorado Avalanche, da NHL.

## Carreira
Philipp Grubauer foi draftado na 112º pelo Washington Capitals no Draft de 2010.

## Títulos

### Washington Capitals
- Stanley Cup: 2018